# Тристан да Куня
Тристан да Куня (на английски: Tristan da Cunha) е архипелаг от вулканични острови, намиращ се в южната част на Атлантическия океан на 2816 km от Южна Африка и на 3360 km от Южна Америка. Така се нарича и най-големият остров в групата с площ от 98 km2. Тази територия е наричана „най-отдалеченото населено място на света“
Островите са част от задморската територия Света Елена, Възнесение и Тристан да Куня на Обединеното кралство.

## История
Счита се, че северните острови от групата са открити през 1506 г. от португалеца Трищау да Куня, но той не слиза на брега. Остров Гоф е открит от английския мореплавател Чарлз Гоф през 1731 г. Първото слизане на брега е осъществено на 7 февруари 1643 г. от екипажа на кораб на Нидерландската източноиндийска компания. През следващите 25 години холандците посещават острова още 4 пъти, а през 1656 г. съставят първите груби карти на архипелага. По-подробно изследване на архипелага е направено от френски моряци – членове на екипажа на фрегатата „L’Heure du Berger“ през 1767 г.
Първият жител на острова е американец от Масачузетс Джонатан Ламберт през 1810 г., който умира две години по-късно. Той се самообявява за суверенен владетел на архипелага и назовава държавата си Острови Рефрешмънт. През 1816 г. Великобритания анексира островите. До откриването на Суецкия канал те имат стратегическо значение за пътешествията от Европа и Америка към Индийския океан. След откриването му изолацията на острова се засилва.
През 1906 г. вулканът изригва, вследствие което загиват добитъкът и картофените плантации на острова. На хората е предложено временно да се преселят. Те отказват, а Великобритания се отказва да им обещае помощ. Нито един кораб не посещава острова от 1909 до 1919 г., когато военен лек крайцер спира, за да им съобщи резултата от Първата световна война. На 12 януари 1938 г. е съставена британската задморска територия Света Елена, Възнесение и Тристан да Куня. През Втората световна война на острова е създадена станция за комуникационно разузнаване, която да следи немските подводници. С нея инфраструктурата на острова се развива, построени са училище и болница. През 1957 г. островът е посетен от Филип, херцог на Единбург като част от околосветска обиколка.
Изригване на вулкана през 1961 г. нанася поражения върху рибената фабрика, а населението е евакуирано на остров Света Елена или във Великобритания. След като фабриката е възстановена, жителите се връщат на острова.
През 1995 г. остров Гоф е обявен за обект на световното културно и природно наследство на ЮНЕСКО, като през 2004 г. защитената област е разширена така, че да включва и съседния остров Инаксесибъл.
На 16 март 2011 г. кораб засяда в плитчина близо до остров Найтингейл, разливайки тонове петрол в океана. Нефтеното петно застрашава популацията от пингвини на острова и затова те са временно транспортирани до Тристан да Куня.

## География
Смята се, че Тристан да Куня е бил образуван от дълготраен център на повдигната мантия. Тристан да Куня е основният остров от архипелага Тристан да Куня, който е съставен от следните острови:
- Тристан да Куня – най-големият остров с площ 98 km2;
- Инаксесибъл – площ 14 km2;
- острови Найтингейл – обща площ 3,4 km2;
  - Найтингейл – площ 3,2 km2;
  - Мидъл – 0,1 km2;
  - Столтенхоф – 0,1 km2;
- Гоф – площ 91 km2;

Главният остров като цяло е планински. Единствената равна част е северозападния бряг, където се намира и единственото населено място – Единбург на Седемте морета. Най-високата точка на острова е върхът на вулкана Куйн Мерис Пийк (2062 m) – достатъчно висока, за да бъде покривана от сняг през зимата. Останалите острови от групата са необитаеми, с изключение на метеорологична станция с 6-членен екип на остров Гоф, която се използва от Република Южна Африка от 1956 г.

### Климат
Архипелагът има влажен океански климат по климатичната класификация на Кьопен, с умерени температури и ограничена слънчева светлина, но с постоянни умерени до силни валежи, поради устойчивите западни ветрове. Броят дъждовни дни е сравним с този на Алеутските острови, намиращи се на много по-голяма географска ширина в северното полукълбо, докато количеството слънчеви часове са сравними с тези в Джуно, Аляска, намиращ се на 20° по-далеч от Екватора. Замръзвания под 500 m надморска височина няма, но летните температури също са толкова умерени и никога не достигат 25 °C. Най-източната част на острова е най-топла и най-суха, тъй като е на завет от западните ветрове.
| Климатични данни за Тристан да Куня   | Климатични данни за Тристан да Куня | Климатични данни за Тристан да Куня | Климатични данни за Тристан да Куня | Климатични данни за Тристан да Куня | Климатични данни за Тристан да Куня | Климатични данни за Тристан да Куня | Климатични данни за Тристан да Куня | Климатични данни за Тристан да Куня | Климатични данни за Тристан да Куня | Климатични данни за Тристан да Куня | Климатични данни за Тристан да Куня | Климатични данни за Тристан да Куня | Климатични данни за Тристан да Куня |
| Месеци                                | яну.                                | фев.                                | март                                | апр.                                | май                                 | юни                                 | юли                                 | авг.                                | сеп.                                | окт.                                | ное.                                | дек.                                | Годишно                             |
| Абсолютни максимални температури (°C) | 23,7                                | 24,4                                | 24,4                                | 22,4                                | 20,3                                | 18,7                                | 17,8                                | 17,3                                | 17,1                                | 18,4                                | 22,4                                | 21,8                                | 24,4                                |
| Средни максимални температури (°C)    | 20,4                                | 21,2                                | 20,5                                | 18,9                                | 16,9                                | 15,3                                | 14,4                                | 14,2                                | 14,3                                | 15,4                                | 17,0                                | 18,9                                | 17,3                                |
| Средни температури (°C)               | 17,9                                | 18,8                                | 17,9                                | 15,4                                | 14,6                                | 13,1                                | 12,2                                | 11,9                                | 12,0                                | 13,0                                | 14,6                                | 16,5                                | 14,8                                |
| Средни минимални температури (°C)     | 15,4                                | 16,2                                | 15,3                                | 11,9                                | 12,3                                | 10,9                                | 10,0                                | 9,6                                 | 9,7                                 | 10,6                                | 12,2                                | 14,1                                | 12,4                                |
| Абсолютни минимални температури (°C)  | 10,9                                | 11,8                                | 10,3                                | 9,5                                 | 7,4                                 | 6,3                                 | 4,8                                 | 4,6                                 | 5,1                                 | 6,4                                 | 8,3                                 | 9,7                                 | 4,6                                 |
| Средни месечни валежи (mm)            | 93                                  | 113                                 | 121                                 | 129                                 | 155                                 | 166                                 | 160                                 | 175                                 | 169                                 | 151                                 | 128                                 | 127                                 | 1681                                |
| Средно количество слънчеви часове     | 139.5                               | 144.0                               | 145.7                               | 129.0                               | 108.5                               | 99.0                                | 105.4                               | 105.4                               | 120.0                               | 133.3                               | 138.0                               | 130.2                               | 1498                                |
| ------------------------------------- | ----------------------------------- | ----------------------------------- | ----------------------------------- | ----------------------------------- | ----------------------------------- | ----------------------------------- | ----------------------------------- | ----------------------------------- | ----------------------------------- | ----------------------------------- | ----------------------------------- | ----------------------------------- | ----------------------------------- |
| Източник:                             |                                     |                                     |                                     |                                     |                                     |                                     |                                     |                                     |                                     |                                     |                                     |                                     |                                     |

### Флора и фауна
Голяма част от флората и фауната на архипелага имат широко разпространение в южния Атлантически океан и южния Тихи океан. Например, растението Nertera granadensis за пръв път е намерено на Тристан да Куня, но след това е докладвано и в Нова Зеландия.
Островът е откроен като орнитологично важно място от Бърдлайф Интернешънъл, тъй като е обитаван от 13 вида морски птици и е посещаван от 2 вида сухоземни птици. Морските птици включват: жълтоклюн албатрос, атлантически тайфунник, мекопер тайфунник, сив буревестник, голям буревестник, тъмен буревестник, магеланова чайка, Sterna vittata, Stercorarius antarcticus, Pterodroma macroptera, Pachyptila vittata, Phoebetria fusca и Eudyptes moseleyi. Островите Тристан да Куня и Гоф са единствените места в света, където се размножава атлантическия тайфунник. Остров Инаксесибъл е единственото място в света за размножаване на птицата Procellaria conspicillata. Тристанският албатрос се размножава единствено на Гуф и Инаксесибъл.
Ендемичната птица Turdus eremita се среща на всички северни острови, като на всеки има нейни подвидове. Например, тези на Тристан да Куня са малко по-малки и по-тъмни от тези на Найтингейл и Инаксесибъл. Ендемичната атлантизия, най-дребната съвременна нелетяща птица, се среща единствено на остров Инаксесибъл. През 1956 г. осем екземпляра Gallinula comeri са пуснати в източната част на Тристан да Куня и впоследствие се разпространяват из целия остров. Хищни птици на острова няма, но в редки случаи през района преминава мигриращата амурска ветрушка.
Около самия остров могат да се видят различни видове китове и делфини. Субантарктическата морска котка също обитава архипелага, най-вече остров Гоф.

## Население
По данни от преброяването през септември 2018 г., на Тристан да Куня живеят 251 души. Те живеят в единственото селище на острова, Единбург на Седемте морета. Единствената религия е християнството, чиито единствени подразделения са англиканството и римокатолицизмът. Днешните жители вероятно са наследници на 15 заселници, 8 мъже и 7 жени, които пристигат на острова по различно време между 1816 и 1908 г. Мъжете са с европейско потекло, докато жените са със смесени корени или африканки. Днес цялото население е със смесен произход. През 1963 г., когато семействата се връщат след евакуация, поради изригване на вулкана през 1961 г., 200-а души включват и четири местни жени, които са довели съпрузи от Англия.
Ранните мъжки заселници са с корени от Шотландия, Англия, Нидерландия, САЩ и Италия и принадлежат на 3 Y-хаплогрупи. Открит е и нов хаплотип, принадлежащ на мъж, вероятно от Източна Европа или Русия, който е дошъл на острова в началото на 20 век и оставил гените си, но не и името си на острова.
Осемдесетте семейства на острова са развили уникален диалект на английския език.
| 1856 | 1880 | 1892 | 1897 | 1901 | 1909 | 1934 |
| ---- | ---- | ---- | ---- | ---- | ---- | ---- |
| 71   | 109  | 50   | 64   | 74   | 95   | 167  |
| 1961 | 1969 | 1987 | 1999 | 2008 | 2016 | 2018 |
| 268  | 271  | 296  | 286  | 269  | 293  | 250  |

## Икономика
Островът има уникална социална и икономическа структура, при която всички семейства се занимават със селско стопанство, а земята е обща. На външни хора е забранено да купуват земя или да се заселват на острова. Освен земеделието, голяма промишленост е и риболовът. Изнасят се лангусти, продават се пощенски марки и монети като част от ограничения туризъм на острова.
Както повечето Британски задморски територии, островът не е част от Европейския съюз. Въпреки че Тристан да Куня е част от същата задморска територия като Света Елена, на него не се използва валутата паунд на Света Елена, а стандартната британска лира стерлинг.
Островът се намира в рамките на Южноатлантическата аномалия – област на Земята с необичайно слабо магнитно поле. През 2008 г. е открита геомагнитна обсерватория на острова като част от съвместен проект между Датския метеорологичен институт и Датския национален космически институт.

### Транспорт
Изолираното местоположение на острова прави транспорта към външния свят труден. Тристан да Куня не разполага с летище или писта за кацане, макар близките Света Елена и Възнесение да разполагат с такива. Риболовни кораби от Южна Африка обслужват островите по 8 – 9 пъти в годината. Корабът RMS Saint Helena в миналото свързва Тристан да Куня със Света Елена и Южна Африка веднъж годишно, но напоследък го прави изключително рядко (веднъж на няколко години).

### Комуникации
Въпреки че Тристан да Куня използва кода +290 заедно със Света Елена, жителите му могат да използват и лондонски номера, т.е. могат да се таксуват по британски тарифен план. Интернет на острова има от 1998 до 2006 г., но високата му цена го прави почти непосилен за местното население, което го използва главно за изпращане на имейли. Връзката е изключително нестабилна, тъй като използва 64-килобитова връзка на сателитен телефон. След 2006 г. сателитна станция VSAT предоставя 3-мегабайтова връзка до публична компютърна зала. Покритие на мобилни телефони няма.
Телевизията достига острова през 1984 г., като по това време се излъчват записани предавания три пъти седмично. Предавания на живо започват да се излъчват чак през 2001 г.